# Lista de municípios do Amazonas por frota de veículos
Esta é uma lista de municípios do Amazonas classificados por sua frota de veículos. O Amazonas é um estado brasileiro da Região Norte, formado pela união de 62 municípios agrupados em 4 mesorregiões e 13 microrregiões. Os dados são de maio de 2012., segundo o Denatran.
| Posição | Município                 | Frota de veículos |
| ------- | ------------------------- | ----------------- |
| 1       | Manaus                    | 512 593           |
| 2       | Itacoatiara               | 16 130            |
| 3       | Parintins                 | 11 849            |
| 4       | Manacapuru                | 9 054             |
| 5       | Tefé                      | 7 230             |
| 6       | Coari                     | 7 133             |
| 7       | Tabatinga                 | 4 879             |
| 8       | Humaitá                   | 3 862             |
| 9       | Presidente Figueiredo     | 3 810             |
| 10      | Maués                     | 3 220             |
| 11      | Iranduba                  | 2 972             |
| 12      | São Gabriel da Cachoeira  | 2 309             |
| 13      | Rio Preto da Eva          | 2 132             |
| 14      | Apuí                      | 1 689             |
| 15      | Boca do Acre              | 1 375             |
| 16      | Carauari                  | 1 218             |
| 17      | Autazes                   | 1 099             |
| 18      | Manicoré                  | 1 065             |
| 19      | Careiro                   | 999               |
| 20      | Lábrea                    | 990               |
| 21      | Eirunepé                  | 936               |
| 22      | Benjamim Constant         | 896               |
| 23      | Nova Olinda do Norte      | 789               |
| 24      | Fonte Boa                 | 788               |
| 25      | Novo Airão                | 674               |
| 26      | São Paulo de Olivença     | 633               |
| 27      | Borba                     | 610               |
| 28      | Santo Antônio do Içá      | 599               |
| 29      | Barcelos                  | 520               |
| 30      | Urucará                   | 482               |
| 31      | Novo Aripuanã             | 479               |
| 32      | Codajás                   | 426               |
| 33      | Itapiranga                | 386               |
| 34      | Jutaí                     | 362               |
| 35      | Urucurituba               | 346               |
| 36      | Barreirinha               | 334               |
| 37      | Alvarães                  | 330               |
| 38      | Tonantins                 | 322               |
| 39      | Anori                     | 303               |
| 40      | Tapauá                    | 298               |
| 41      | Santa Isabel do Rio Negro | 286               |
| 42      | Nhamundá                  | 285               |
| 43      | Uarini                    | 279               |
| 44      | Manaquiri                 | 266               |
| 45      | Envira                    | 249               |
| 46      | Atalaia do Norte          | 245               |
| 47      | Careiro da Várzea         | 244               |
| 48      | Maraã                     | 244               |
| 49      | Silves                    | 223               |
| 50      | Juruá                     | 211               |
| 51      | Beruri                    | 195               |
| 52      | Boa Vista do Ramos        | 186               |
| 53      | Amaturá                   | 182               |
| 54      | São Sebastião do Uatumã   | 160               |
| 55      | Itamarati                 | 154               |
| 56      | Caapiranga                | 119               |
| 57      | Japurá                    | 112               |
| 58      | Canutama                  | 104               |
| 59      | Pauini                    | 78                |
| 60      | Anamã                     | 73                |
| 61      | Guajará                   | 32                |
| 62      | Ipixuna                   | 22                |